# 星電 (紺碧の艦隊)
星電（せいでん）は、架空戦記『紺碧の艦隊』に登場する架空の偵察機。本項では、発展型でもある星電改（せいでんかい）、姉妹機でもある金鳶（きんし）についても扱う。

## 特徴
本機は泰山航空工業の技術者達を中心とする紺碧会技術陣が開発した後世独自の機体である(『艦隊シリーズ』のオリジナル兵器の中で最初に活躍した第一号である)。
前世太平洋戦争初期に中国大陸や南方戦線で活躍した陸軍機『九九式双発軽爆撃機』を設計ベースとし、エンジンユニット部で双胴化した事により、「後方監視視界」を大幅に改善した機体である。
前世以来からの高速偵察機の技術に（前世日本が疎かにしていた）情報戦技術を組み込んだ機体であり、敵味方の無線を傍受できる機能だけでなく開戦時から初歩的電算機を装備し、天測航法による味方の位置把握、戦術目標への誘導も可能。後世大戦劈頭において、前世「陸軍双発軽爆」をベースにした事で、小型軽量化がまだ不十分だった各種電子装置の搭載は容易であったと推察される。

### 諸元 (コミック版)
泰山ZAT1-S「星電」
- 全長:13.7m
- 全幅:17.13m
- 全高:4.562m
- 翼面積:38.3平方m
- 自重:4,886kg（総重量:6,770kg）
- 最大航続距離:4,700km
- 発動機:三菱瑞星十三型 875hp×2
- 最大速力:570km/h
- 乗員:4名

### 装備
- 7.7mm機銃×2
- 電算機、レーダー、無線傍受装置etc

## 劇中での活躍
デビュー戦となった後世真珠湾攻撃で、高杉機動艦隊より発進した星電6機が攻撃隊を誘導、更にはキンメル太平洋艦隊とハルゼー艦隊の通信を傍受しその位置を割り出す武功を挙げた。その後もリーガン新太平洋艦隊発見など、照和19年頃までは太平洋各地において活躍を続けたが、やがて新型の各種電子戦機に取って代わられた。
しかし後世第三次世界大戦の黄色作戦において偵察任務に使用されている。これは後世太平洋戦争時に大量建造されたものの（ジェット機を運用できないため）退役解体処分が決まっていたエセックス級航空母艦群に目を付けた日本側が、日米両大統領のトップ交渉でアメリカから大量供与を取り付け編成した「奇計囮航空艦隊『白銀艦隊』」を作戦の際に使用していたためである。

## 金鳶
技術跳躍により、高性能の後継機に立場を譲った星電だが、全機が退役・解体された訳ではなく、一部機体は改修され『超高空電子偵察機』へと生まれ変わった。後世大戦中期頃には既に本格的なジェット時代が到来していたが、欧州戦線と違い印度攻略を護衛する立場の独空軍への噴式機投入は何故か少なく、十分に活躍の余地が存在した。
8,000m近い高空を飛行するため、主翼幅の延長や機室内の与圧化、大型の過給器搭載によるP-38 ライトニング風エンジンナセル形状へと変化したため、自重は4.8トンから7.6トン余りに増加している。

### 諸元 (コミック版)
※全高については記述無し
- 全長:13.72m
- 全幅:18.99m
- 自重:7,650kg
- 最大航続距離:5,600km
- 最大速力:590km/h（高度:8,500m）
- 乗員:2~3名

### 装備
- 20mm機関砲×2[1]
- 高性能電子カメラ、無線装置etc

## 劇中での活躍
インド戦線に投入され、連日、超空母「建御雷」から飛び立ち、高空からの「超高性能カメラの写真撮影」による敵情偵察に活躍した。
また、カマイタチ作戦実施時には、『ヴィーンディヤ山脈要塞線』東端を突破し、マハディオ丘陵へ進軍中だった独機甲師団中央軍をいち早く発見、対戦車攻撃機『殲鬼（せんき）』によるケーニクスティーガー要撃をお膳立てした。

## 星電改
星電に雷洋と同じ方式で二基の引き込み式フロート（コミック版）を装着した水上偵察機型で、紺碧艦隊の『潜補伊700型』、水上艦の艦載機として、偵察、誘導、連絡などに使用された。

### 諸元 (原作版)
※全長、全幅、全高については劇中で言及なし
- 重量:3400kg（自重）・4800kg(満載)
- 最大速力:580km/h
- 乗員:4名

※後に徳間書店より刊行の「大公開！『紺碧の艦隊』超丸秘ファイル」の「紺碧要塞ハイテク兵器超図解」では前世海軍陸上哨戒機「東海」の胴体をフロート化し、レドームや後方攻撃用機銃座などを追加した双発水上機として描かれている。
対潜哨戒機『東海』は操縦士、偵察員、通信員が直列型座席で押し込まれたような窮屈な設計であったが、イメージイラストでは、通常の3人乗り艦爆程度の座席周り余裕があったモノと思われる。

### 装備
- 主翼内20mm機関砲×2門
- レーダー:3基
- 潜水艦通信用長波アンテナetc

## メディア毎の相違
コミック版では単胴双ブーム式尾翼機で、機首にBf110同様八木式電探、胴体下部にレドームを装備したを装備した機体として描かれたが、OVA版では一〇〇式司令部偵察機三型にレドームを2基取り付けた外観になっている。

## 注記
1. ↑  『星鵬改』と同じ主翼内兵装か、自衛用対空火器かは不明